# Harmas de Fabre
El Harmas de Fabre (en francés: Harmas de Fabre también conocido como Musée Harmas Jean-Henri Fabre) es un museo, jardín botánico y herbario, administrado por el Muséum National d'Histoire Naturelle, que se encuentra en Sérignan-du-Comtat, Francia.

## Localización
Musée Harmas Jean-Henri Fabre,, Route d'Orange, Sérignan-du-Comtat, Département de Vaucluse, Provence-Alpes-Côte d'Azur, Francia.
Planos y vistas satelitales, 44°11′15″N 4°50′26″E / 44.18750, 4.84056
Está abierto a diario excepto los miércoles en los meses cálidos del año. Se cobra una tarifa de entrada.

## Historia
El museo abarca la casa y el jardín del naturalista y entomológo Jean Henri Fabre (1823-1915) quién se trasladó a esta casa en 1879, dedicando desde entonces el resto de su vida al estudio de los insectos y de la flora. 

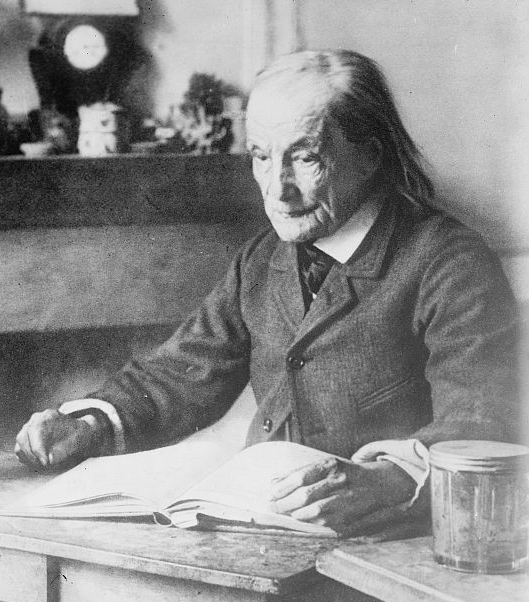
Fabre en su mesa de trabajo.

La palabra harmas significa ‘tierra en erial’ en provenzal, encontrándose a la salida de la población de Sérignan-du-Comtat.
En 1922 el Muséum National d'Histoire Naturelle adquirió la propiedad. 
En 1955 casi 700 acuarelas, pintadas a mano por Fabre, fueron encontradas en áticos de Harmas por su nieto. 
En 1913, el presidente de la República Raymond Poincaré se acercó al Harmas para realizar un homenaje de la nación a Fabre.
Así mismo Louis Pasteur irá también a Harmas para consultarle a Fabre como salvar el gusano de seda francés.
En el año 1998 el lugar fue clasificado como Monument Historique y restaurado por el Ministere de Culture et Communication, fue abierto al público en el 2006.
La casa de Harmas de Fabre es Monumento Histórico de Francia.

Detalles
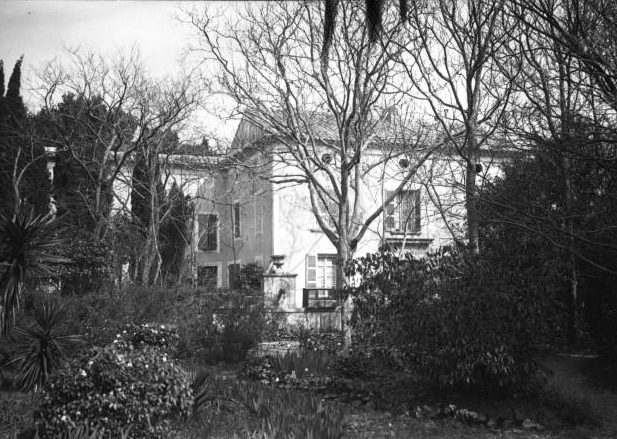
La casa fotografiada en 1914.
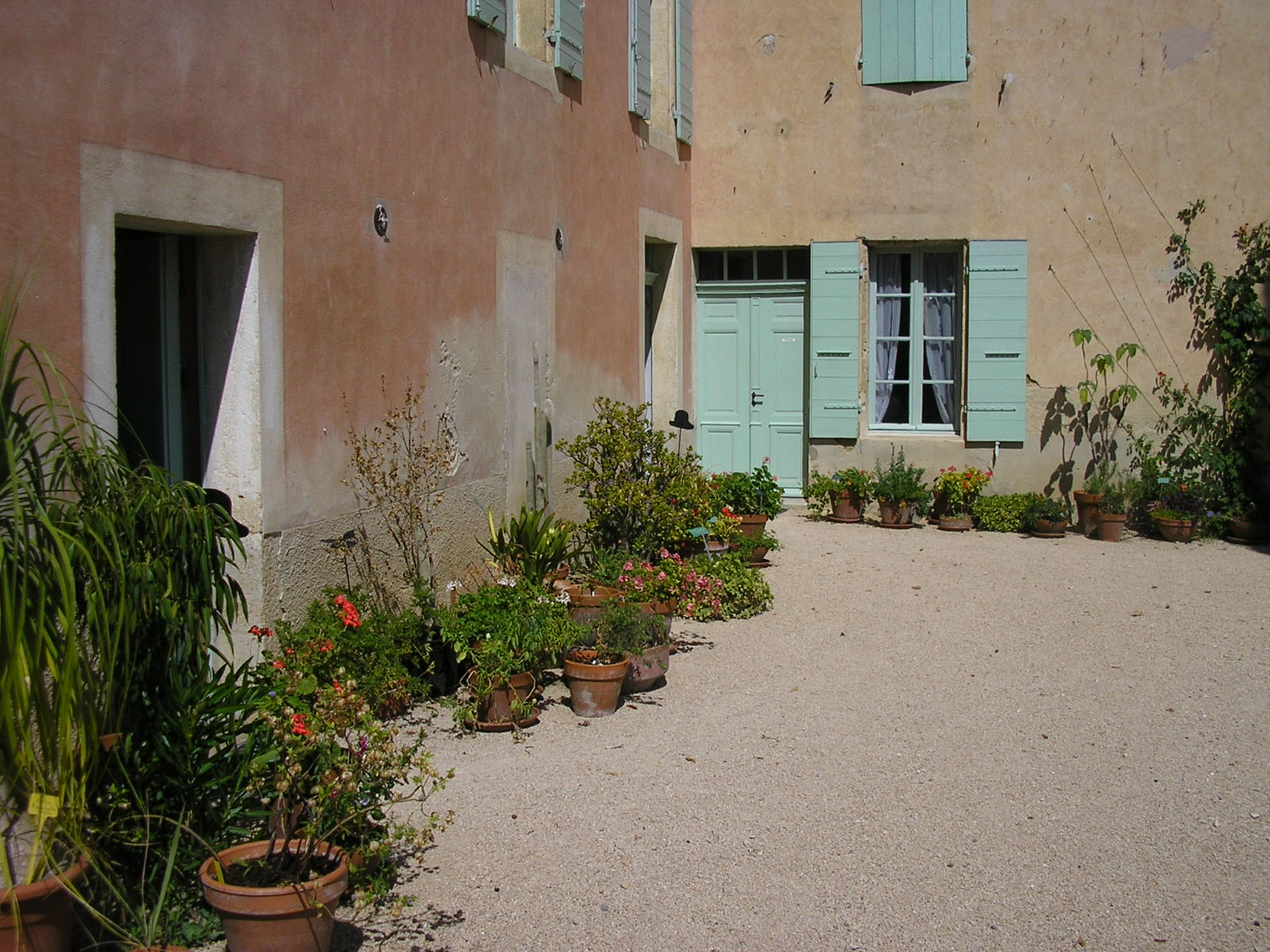
La fachada.
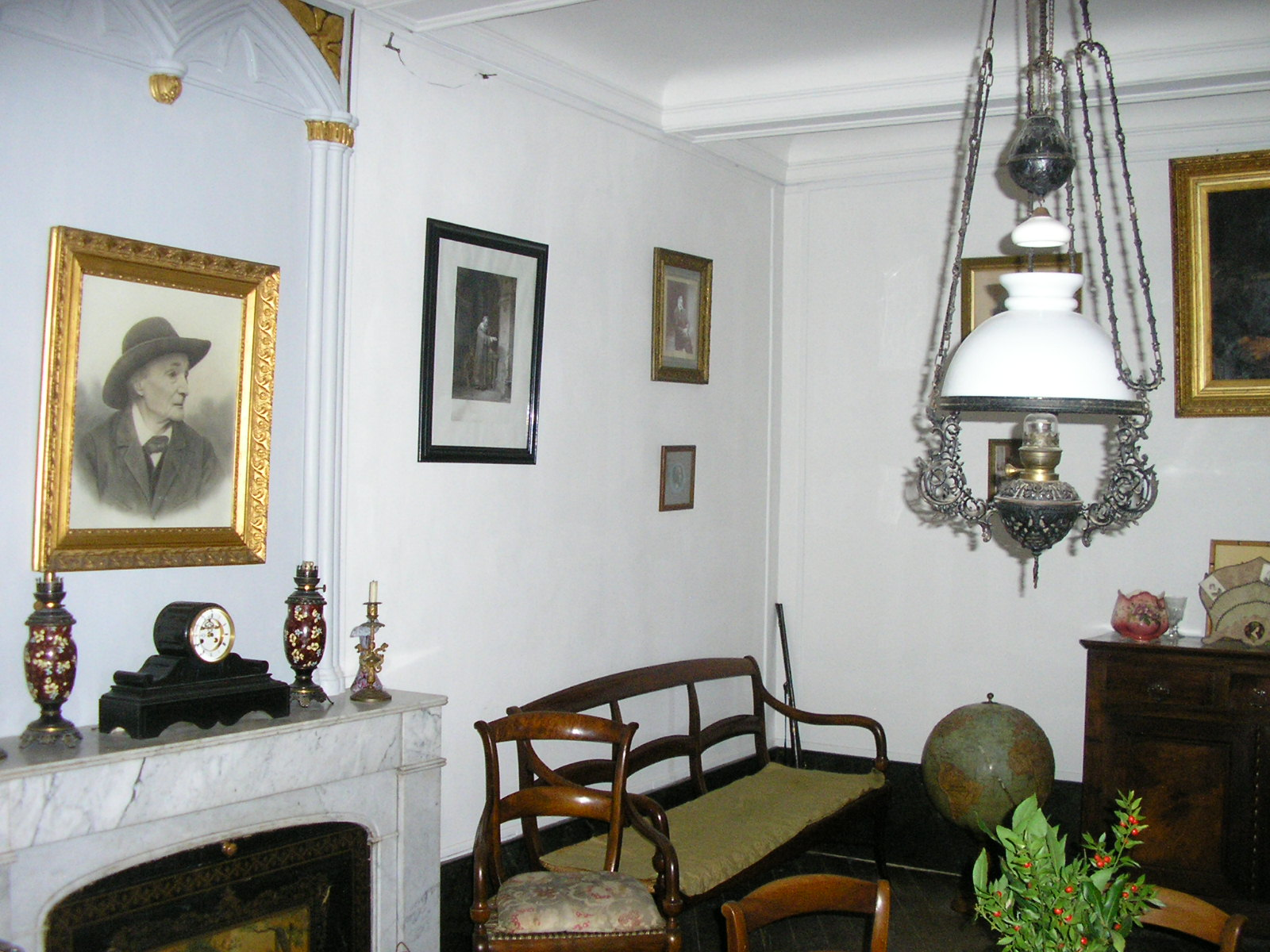
El comedor.

## Colecciones
El museo contiene las colecciones de Fabre de fósiles, minerales, 594 acuarelas de setas, manuscritos, un herbario privado de más de 20,000 especímenes incluyendo plantas recolectadas por Fabre durante su estancia en Corcega (1849-1852), y la pequeña mesa sobre la que fueron escritos los manuscritos, sobre todo los de Souvenirs Entomologiques. 
Actualmente el jardín alberga más de 500 especies de plantas, con:
- 20 árboles históricos,
- Huerto,
- Invernadero frío edificado en 1880 donde se cobijan las plantas sensibles a las heladas, la colección de pelargonium en cultivo, algunas plantas exóticas, y las plantas que se resguardan en los inviernos.
- Charca, con plantas acuáticas y de humedales.
- Senderos

Los jardines de "Harmas de Fabre".

Detalles
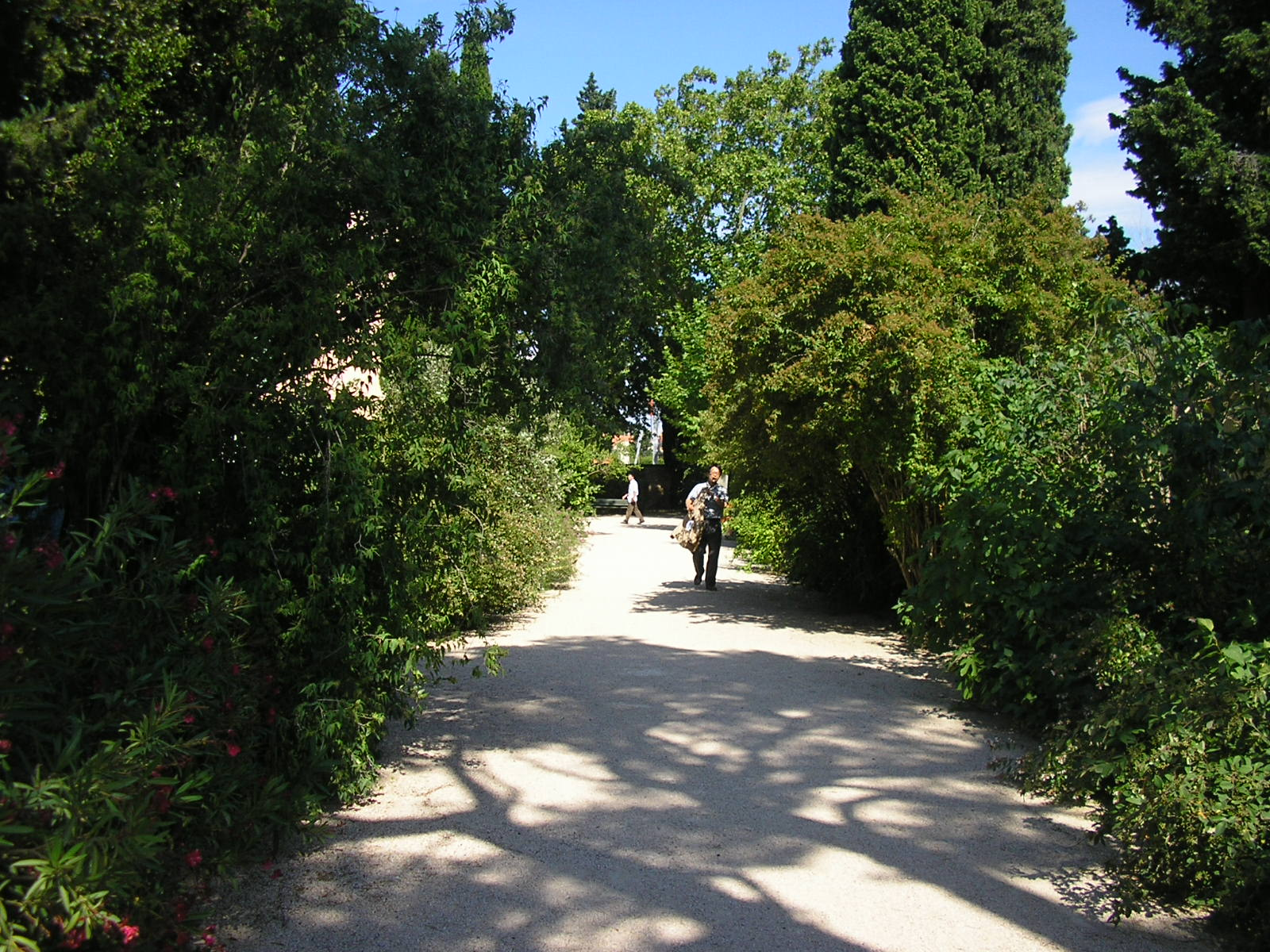
Alameda de acceso.
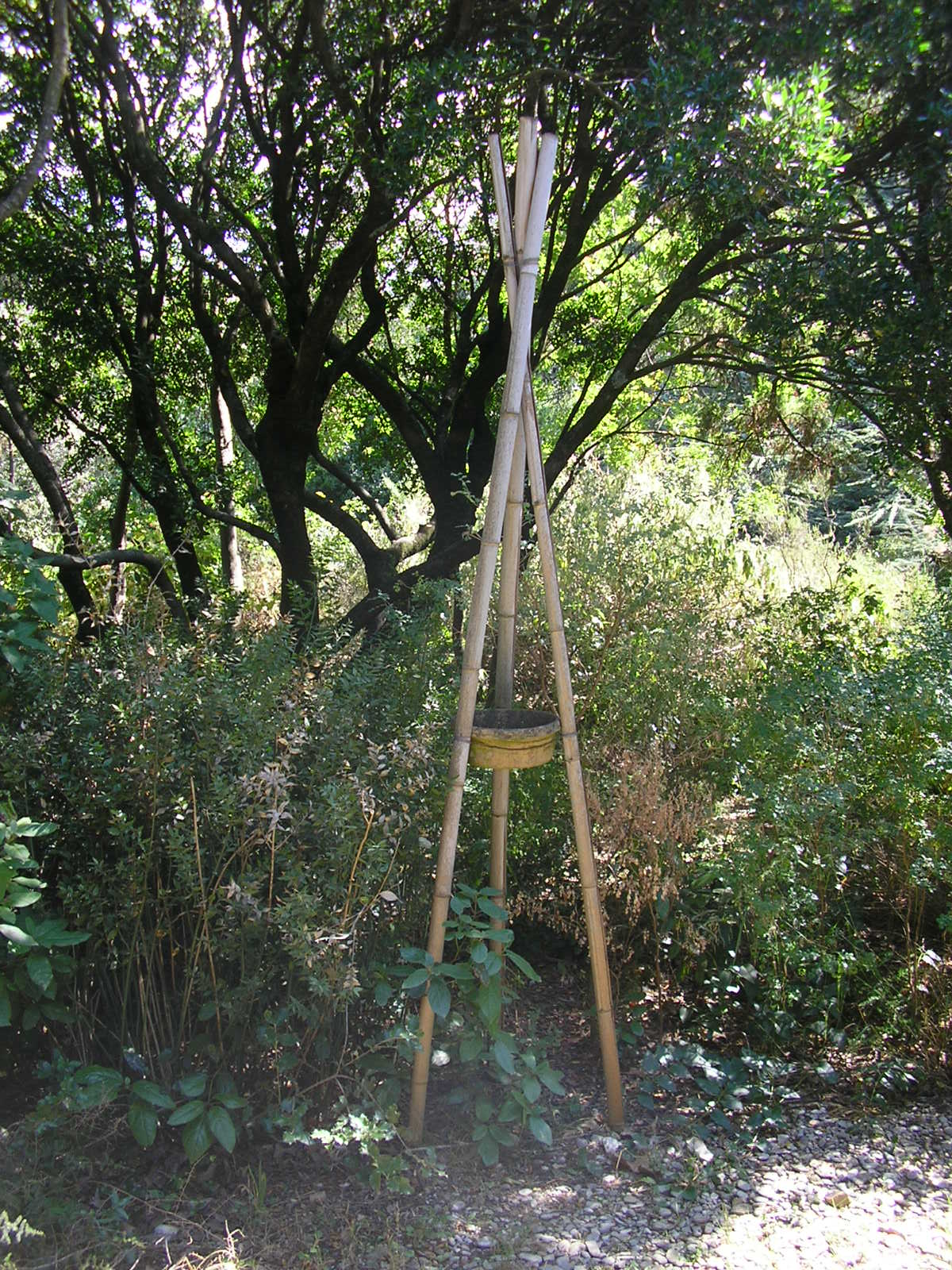
Suspensión.
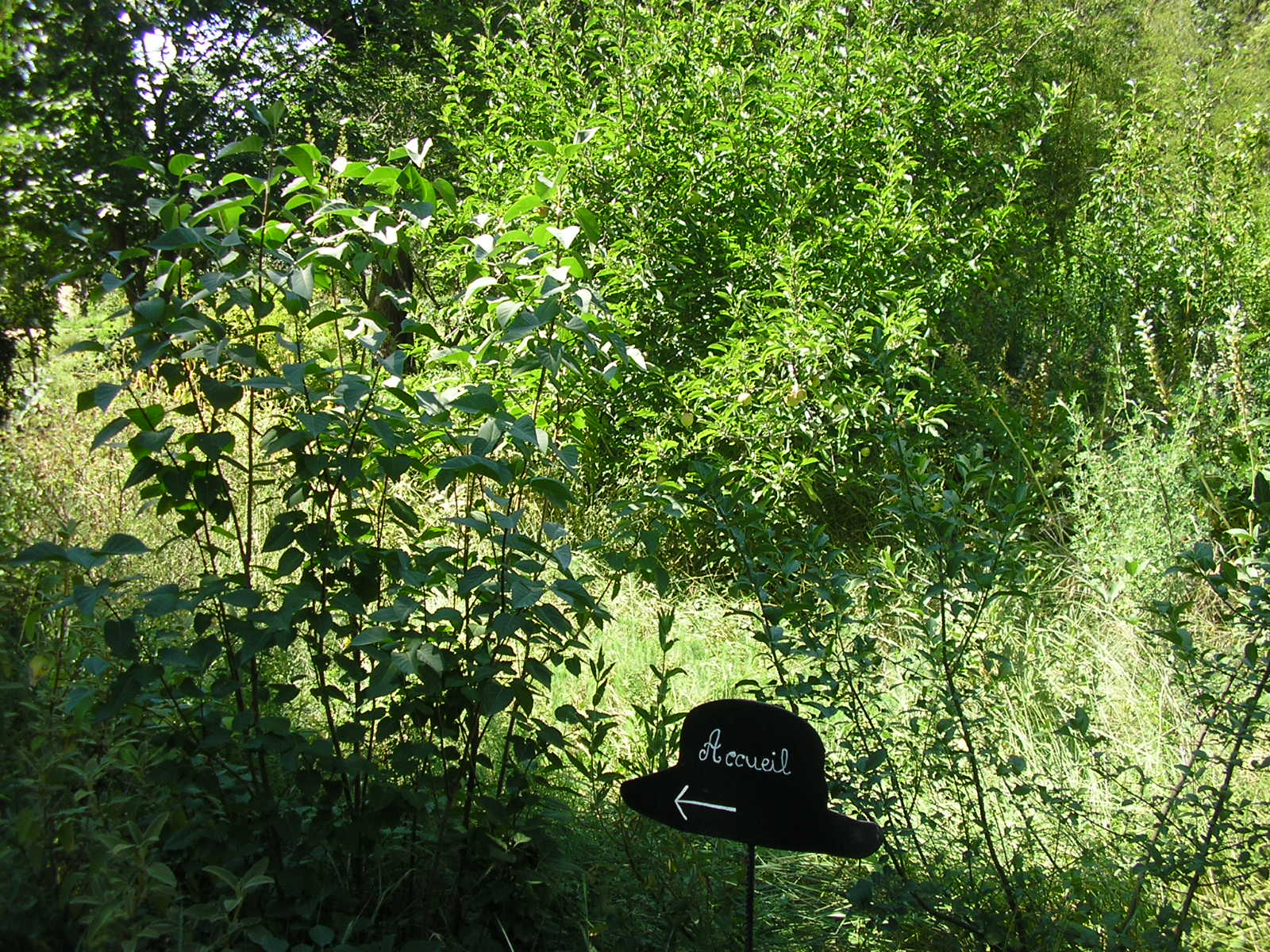
Macizo.
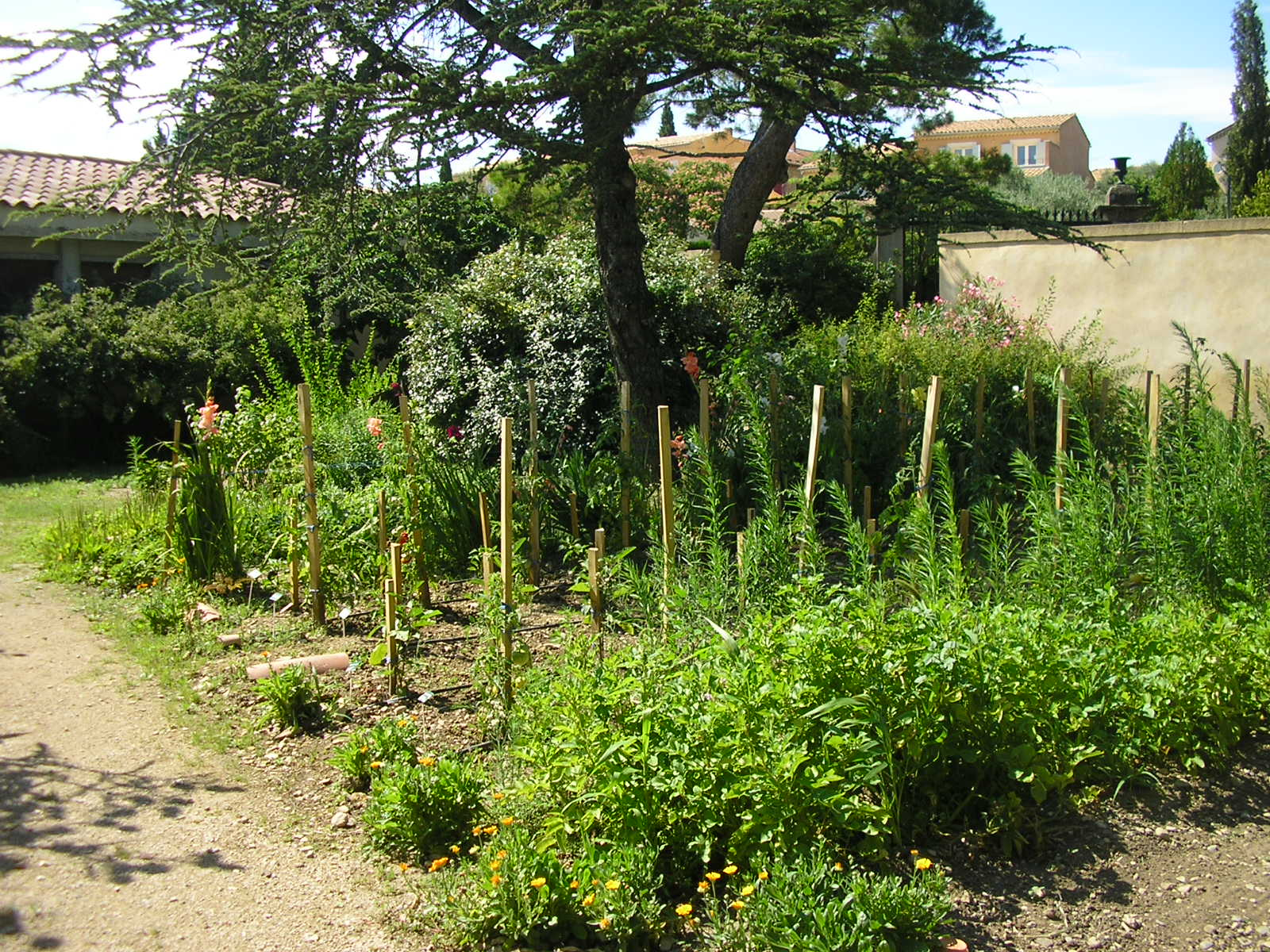
Huerto.
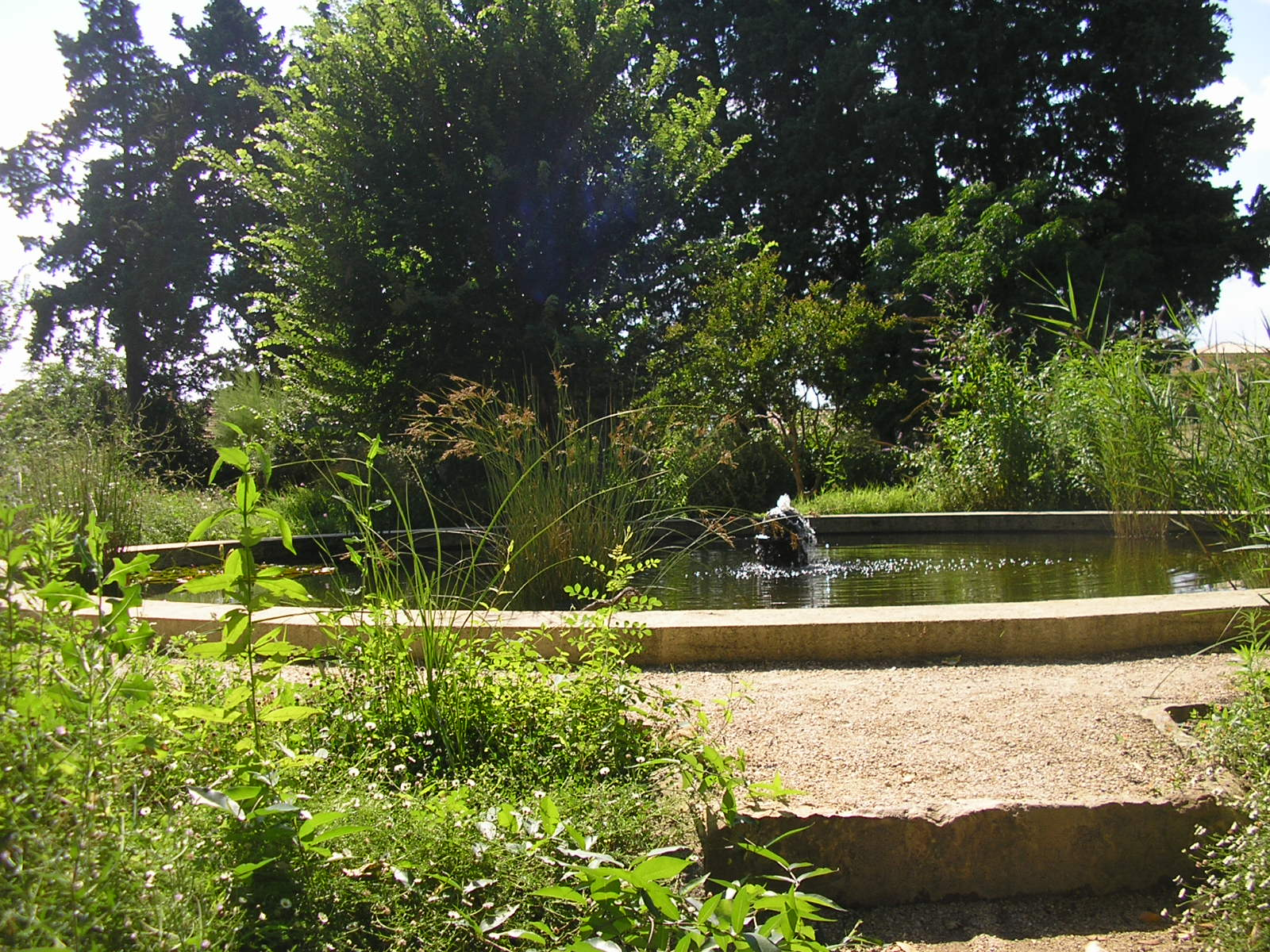
Estanque.
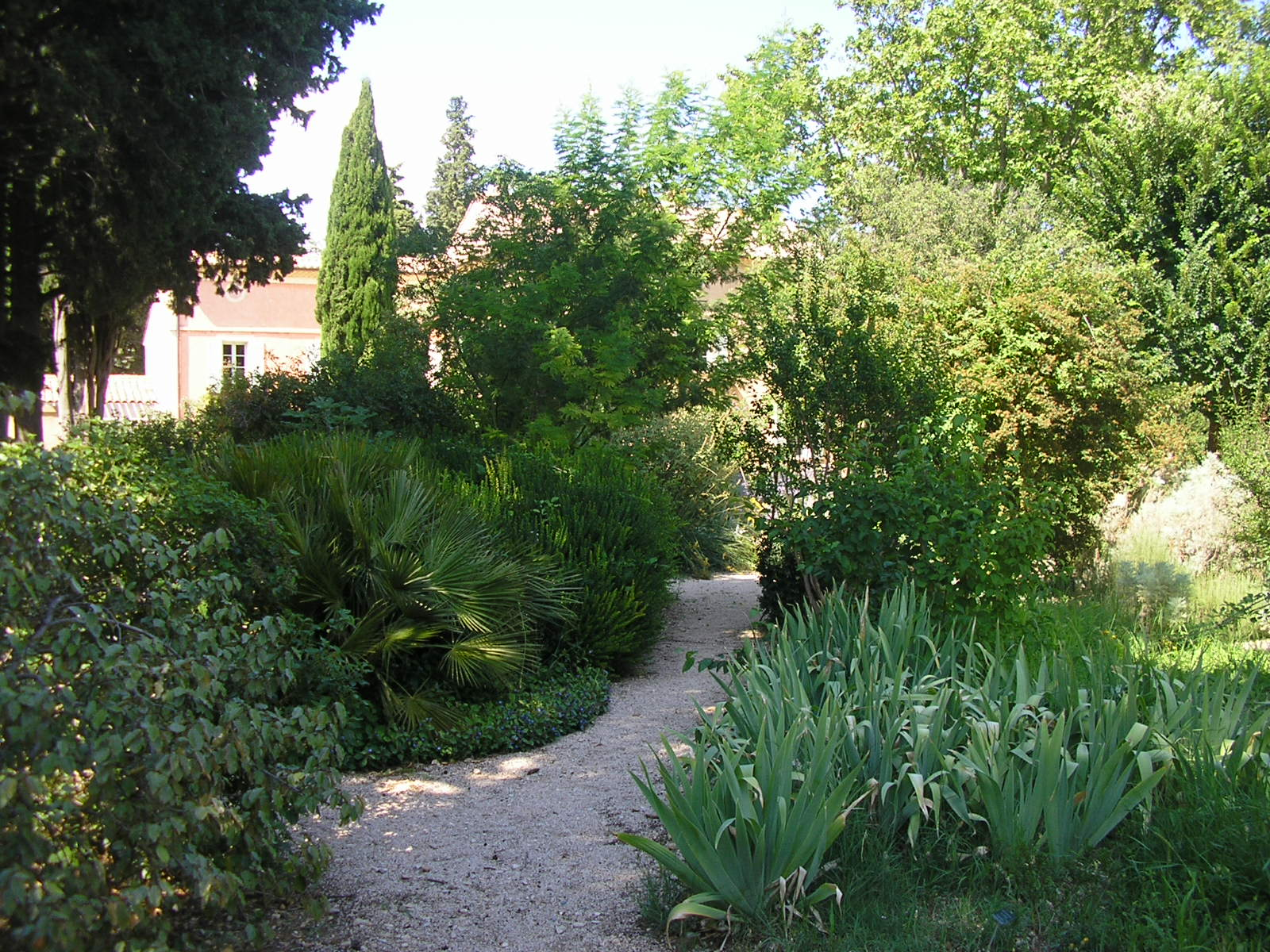
Sendero